# Robert Nagy
Robert Nagy (Lorain (Ohio), 3 marzo 1929 – 7 novembre 2008) è stato un tenore statunitense.

## Biografia
Debutta al Metropolitan Opera House di New York il 2 novembre 1957 come Giuseppe ne La traviata diretto da Fausto Cleva con Victoria de los Ángeles, Daniele Barioni, Leonard Warren e George Cehanovsky seguito nello stesso anno da Princess' Major-domo in Der Rosenkavalier diretto da Karl Böhm con Risë Stevens, Lisa Della Casa, Hilde Güden, Alessio De Paolis, Kurt Baum e Charles Anthony Caruso, il Messaggero in Aida diretto da Cleva con Mary Curtis Verna, Carlo Bergonzi, Robert Merrill e Giorgio Tozzi, Parpignol/Ufficiale ne La bohème diretto da Thomas Schippers con la de los Angeles, Bergonzi, Cehanovsky, Tozzi ed Ezio Flagello e Normanno in Lucia di Lammermoor diretto da Cleva con Richard Tucker, Mario Sereni, Nicola Moscona e Caruso.
Ancora per il Metropolitan nel 1958 è The Footman nella prima assoluta di Vanessa di Samuel Barber diretto da Dimitri Mitropoulos con Eleanor Steber, Rosalind Elias, Regina Resnik, Nicolai Gedda, Tozzi e Cehanovsky, nel 1966 Lepidus nella prima assoluta di Antony and Cleopatra di Barber diretto da Schippers con Leontyne Price, Justino Díaz, Jess Thomas, Flagello e la Elias cantando al Met fino al 1988 in 1189 recite.
Nel 1965 è Judge Danforth in The Crucible di Robert Ward al San Francisco Opera e nel 1969 Canio in Pagliacci (opera) a San Diego.
Dal 1969 al 1976 ha cantato alla New York City Opera.
Nel 1970 canta nella prima assoluta di Kosmogonia di Krzysztof Penderecki diretto da Zubin Mehta nel Palazzo delle Nazioni Unite di New York cantata anche nel 1971 nella prima di Norimberga diretta da Mehta.

## Discografia
- Mozart: Le Nozze di Figaro - Erich Leinsdorf/Cesare Siepi/Metropolitan Opera Orchestra/Roberta Peters/Ezio Flagello/Regina Resnik/Lucine Amara, Sony
- Puccini: La Bohème - Licia Albanese/Carlo Bergonzi/Metropolitan Opera Orchestra/Thomas Schippers/Mario Sereni/Ezio Flagello, Sony
- Verdi: Ernani - Thomas Schippers/Metropolitan Opera Orchestra/Carlo Bergonzi/Leontyne Price/Cornell MacNeil/Giorgio Tozzi, Sony

## DVD
- Strauss,R., Elettra - Levine/Nilsson/Rysanek/Dunn, 1980 Deutsche Grammophon